# جوجه‌تیغی سومالی
جوجه‌تیغی سومالییا خارپشت سومالی (نام علمی: Atelerix sclateri) نام یک گونه از سرده جوجه‌تیغی‌های آفریقایی است.